# Campeonato Pernambucano de Futebol de 2016 - Série A2

O Campeonato Pernambucano de Futebol - Série A2 de 2016, foi a 23ª edição da segunda divisão de futebol profissional entre clubes de futebol do estado de Pernambuco desde 1995. Foi disputado por nove associações, devido a desistência do Petrolina, o campeonato segue sendo disputado por jogadores Sub-23, que irão duelar por duas vagas de acesso para disputar o Campeonato Pernambucano de Futebol de 2017.
A final aconteceu em jogo único com a melhor campanha, a Coruja, como é conhecido o Afogados, tentava seu primeiro título do futebol pernambucano. Já o Flamengo de Arcoverde, buscava o bi na Série A2. O Tigre recebeu a segunda taça após a vitória por 2 a 1, com gols de Williams aos 43 e 46 do primeiro tempo. Após o intervalo, administrou a vantagem, tornando-se assim campeão da competição.
Flamengo de Arcoverde e Afogados disputaram a elite do próximo ano, o  Campeonato Pernambucano de Futebol de 2017.

## Formato e Regulamento
O regulamento do Campeonato Pernambucano de Futebol -  Série A2 contará com 09 associações após a desistência do Petrolina, com isso o torneio será formado da seguinte forma:
- 1a fase (Grupo) As 09 equipes jogarão entre si SOMENTE no sistema de IDA, se classificarão para a próxima fase as 08 equipes melhores colocadas do grupo único.

- 2a fase (Quartas de final) As 08 equipes jogarão no sistema de MATA-MATA em jogos de IDA e VOLTA, se classificarão para a próxima fase os vencedores dos confrontos.

- 3a fase (Semifinal) As 04 equipes jogarão no sistema MATA-MATA em jogos de IDA e VOLTA, se classificarão para a próxima fase os vencedores dos confrontos.

- 4a fase (Final) As 02 equipes jogarão pela disputa do título em jogo único.

## Equipes Participantes
| Equipe                              | Cidade                  | Em 2015  | Estádio (Mando)    | Capacidade | Títulos (Último) | Part. |
| ----------------------------------- | ----------------------- | -------- | ------------------ | ---------- | ---------------- | ----- |
| Afogados da Ingazeira Futebol Clube | Afogados da Ingazeira   | 3°       | Vianão             | 1.735      | 0 (não possui)   | 3     |
| Barreiros Futebol Clube             | Barreiros               | 4°       | Luiz Brito de Melo | 2.000      | 0 (não possui)   | 4     |
| Associação Desportiva Cabense       | Cabo de Santo Agostinho | ND       | Gileno de Carli    | 2.000      | 0 (não possui)   | 12    |
| Centro Limoeirense de Futebol       | Limoeiro                | ND       | José Vareda        | 3.500      | 0 (não possui)   | 17    |
| Ferroviário Esporte Clube do Cabo   | Cabo de Santo Agostinho | ND       | Gileno de Carli    | 2.000      | 0 (não possui)   | 13    |
| Flamengo Esporte Clube de Arcoverde | Arcoverde               | 9°       | Áureo Bradley      | 3.000      | 1 (1996)         | 10    |
| Íbis Sport Club                     | Paulista                | 10°      | Luiz Brito de Melo | 2.000      | 0 (não possui)   | 20    |
| Timbaúba Futebol Clube              | Timbaúba                | 11°      | Ferreira Lima      | 3.750      | 0 (não possui)   | 7     |
| Vera Cruz Futebol Clube             | Vitória de Santo Antão  | 11° (A1) | Carneirão          | 10.911     | 3 (2014)         | 8     |

## Primeira Fase
|  | Equipes classificadas para as Quartas de final |
|  | Equipe eliminada na primeira fase.             |

| Pos | Times                 | Pts   | J | V | E | D | GP | GC | SG  | %  | M       |
| --- | --------------------- | ----- | - | - | - | - | -- | -- | --- | -- | ------- |
| 1   | Afogados              | 19    | 8 | 6 | 1 | 1 | 18 | 5  | +13 | 79 | Estável |
| 2   | Flamengo de Arcoverde | 17    | 8 | 5 | 2 | 1 | 14 | 6  | +8  | 71 | 2       |
| 3   | Vera Cruz             | 16    | 8 | 5 | 1 | 2 | 17 | 8  | +9  | 67 | 1       |
| 4   | Timbaúba              | 14    | 8 | 4 | 2 | 2 | 15 | 10 | +5  | 62 | 1       |
| 5   | Barreiros             | 9[a]  | 8 | 4 | 3 | 1 | 11 | 7  | +4  | 58 | Estável |
| 6   | Cabense               | 5     | 8 | 1 | 2 | 5 | 8  | 21 | –13 | 21 | Estável |
| 7   | Íbis                  | 2     | 8 | 0 | 2 | 6 | 5  | 15 | –10 | 8  | Estável |
| 8   | Centro Limoeirense    | 1[a]  | 8 | 1 | 4 | 3 | 6  | 10 | –4  | 29 | Estável |
| 9   | Ferroviário do Cabo   | -2[a] | 8 | 1 | 1 | 6 | 5  | 17 | –12 | 17 | Estável |

|                       | AFO | BAR | CAB | CLF | FCA | FAR | IBI | TIM | VCR |
| --------------------- | --- | --- | --- | --- | --- | --- | --- | --- | --- |
| Afogados              | —   | 3–0 | 2–1 | —   | 4–0 | —   | 3–1 | —   | —   |
| Barreiros             | —   | —   | —   | 0–0 | —   | 2–0 | —   | 1–1 | 1–0 |
| Cabense               | —   | 2–2 | —   | 1–1 | —   | —   | —   | 1–5 | 1–4 |
| Centro Limoeirense    | 1–2 | —   | —   | —   | 2–0 | 0–0 | 0–0 | —   | —   |
| Ferroviário do Cabo   | —   | 0–3 | 2–1 | —   | —   | —   | —   | 0–2 | 1–2 |
| Flamengo de Arcoverde | 0–0 | —   | 5–0 | —   | 3–2 | —   | 3–1 | —   | —   |
| Íbis                  | —   | 1–2 | 0–1 | —   | 0–0 | —   | —   | —   | 2–4 |
| Timbaúba              | 0–4 | —   | —   | 3–1 | —   | 1–2 | 2–0 | —   | —   |
| Vera Cruz             | 2–0 | —   | —   | 4–1 | —   | 0–1 | —   | 1–1 | —   |

| Vitória do mandante | Vitória do visitante | Empate |

Em vermelho os jogos da próxima rodada;
Em negrito os jogos "clássicos".

## Desempenho por Rodada
Clubes que lideram o campeonato ao final de cada rodada:
| 1   | 2   | 3   | 4   | 5   | 6   | 7   | 8   | 9   |
| AFO | AFO | VCR | BAR | FAR | FAR | FAR | AFO | AFO |

Clubes que ficaram na última posição ao final de cada rodada:
| 1   | 2   | 3   | 4   | 5   | 6   | 7   | 8   | 9   |
| TIM | FCA | ÍBI | ÍBI | ÍBI | ÍBI | ÍBI | ÍBI | ÍBI |

## Segunda Fase
Em itálico, os times que possuem o mando de campo no primeiro jogo do confronto e em negrito os times classificados.
|  | Quartas-de-final               | Quartas-de-final               | Quartas-de-final               | Quartas-de-final               |       |                       | Semifinais                      | Semifinais                      | Semifinais                      | Semifinais                      |  |  | Final          | Final          | Final          | Final          |
|  | 15 de novembro a 7 de dezembro | 15 de novembro a 7 de dezembro | 15 de novembro a 7 de dezembro | 15 de novembro a 7 de dezembro |       |                       | 11 de setembro a 14 de dezembro | 11 de setembro a 14 de dezembro | 11 de setembro a 14 de dezembro | 11 de setembro a 14 de dezembro |  |  | 18 de dezembro | 18 de dezembro | 18 de dezembro | 18 de dezembro |
|  |                                |                                |                                |                                |       |                       |                                 |                                 |                                 |                                 |  |  |                |                |                |                |
|  | Centro Limoeirense             | 0                              | 0                              | 0                              |       |                       |                                 |                                 |                                 |                                 |  |  |                |                |                |                |
|  | Afogados                       | 0                              | 3                              | 3                              |       |                       |                                 |                                 |                                 |                                 |  |  |                |                |                |                |
|  | Afogados                       | 0                              | 3                              | 3                              |       | Afogados (pen)        | 1                               | 1                               | 2 (5)                           |                                 |  |  |                |                |                |                |
|  |                                |                                |                                |                                |       | Afogados (pen)        | 1                               | 1                               | 2 (5)                           |                                 |  |  |                |                |                |                |
|  |                                | Timbaúba                       | 1                              | 1                              | 2 (3) |                       |                                 |                                 |                                 |                                 |  |  |                |                |                |                |
|  | Timbaúba                       | Timbaúba                       | 1                              | 1                              | 2 (3) | 6                     | 1                               | 7                               |                                 |                                 |  |  |                |                |                |                |
|  | Timbaúba                       |                                |                                |                                |       | 6                     | 1                               | 7                               |                                 |                                 |  |  |                |                |                |                |
|  | Barreiros                      | 2                              | 1                              | 3                              |       |                       |                                 |                                 |                                 |                                 |  |  |                |                |                |                |
|  |                                |                                |                                |                                |       |                       |                                 |                                 |                                 |                                 |  |  | Afogados       | 1              |                |                |
|  |                                |                                | Flamengo de Arcoverde          | 2                              |       |                       |                                 |                                 |                                 |                                 |  |  |                |                |                |                |
|  | Íbis                           | 0                              | 1                              | 1                              |       |                       |                                 |                                 |                                 |                                 |  |  |                |                |                |                |
|  | Flamengo de Arcoverde          | 0                              | 2                              | 2                              |       |                       |                                 |                                 |                                 |                                 |  |  |                |                |                |                |
|  | Flamengo de Arcoverde          | 0                              | 2                              | 2                              |       | Flamengo de Arcoverde | 0                               | 4                               | 4                               |                                 |  |  |                |                |                |                |
|  |                                |                                |                                |                                |       | Flamengo de Arcoverde | 0                               | 4                               | 4                               |                                 |  |  |                |                |                |                |
|  |                                | Cabense                        | 0                              | 1                              | 1     |                       |                                 |                                 |                                 |                                 |  |  |                |                |                |                |
|  | Cabense                        | Cabense                        | 0                              | 1                              | 1     | 1                     | 1                               | 2                               |                                 |                                 |  |  |                |                |                |                |
|  | Cabense                        |                                |                                |                                |       | 1                     | 1                               | 2                               |                                 |                                 |  |  |                |                |                |                |
|  | Vera Cruz                      | 0                              | 2                              | 2                              |       |                       |                                 |                                 |                                 |                                 |  |  |                |                |                |                |

## Premiação
| Campeonato Pernambucano de Futebol de 2016 - Série A2 |
| Arcoverde                                             |
| ----------------------------------------------------- |
| Flamengo Sport Club de Arcoverde Campeão (2º título)  |

| Vice Campeão: | Terceiro Colocado: | Quarto Colocado: | Artilheiro:                                                                 |
| ------------- | ------------------ | ---------------- | --------------------------------------------------------------------------- |
| Afogados      | Timbaúba           | Cabense          | Erikys Ferreira (Flamengo de Arcoverde) Samuel Ribeiro (Vera Cruz) – 9 gols |

## Artilharia
Atualizado em 18 de dezembro de 2016
| Pos. | Jogador           | Equipe                | Gols |
| ---- | ----------------- | --------------------- | ---- |
| 1°   | Erikys Ferreira   | Flamengo de Arcoverde | 9    |
| 1°   | Samuel Ribeiro    | Vera Cruz             | 9    |
| 2°   | Saulo Rafael      | Vera Cruz             | 6    |
| 2°   | Tiago             | Barreiros             | 6    |
| 3°   | Janison Jadilson  | Timbaúba              | 5    |
| 4°   | Jeferson Caetano  | Barreiros             | 4    |
| 4°   | Cesar Velez       | Afogados              | 4    |
| 3°   | Vandinho          | Centro Limoeirense    | 3    |
| 3°   | Alan Carlos Gomes | Flamengo de Arcoverde | 3    |
| 3°   | Evandro Bala      | Afogados              | 3    |

## Classificação Geral
a. ^  O Petrolina desistiu de participar da competição. 